# USS Bass (SS-164)
USS Bass (SS-164) – amerykański okręt podwodny zwodowany 27 grudnia 1924 roku w stoczni Portsmouth, który wszedł do służby w amerykańskiej marynarce wojennej 26 września 1925 roku. Należał do grupy trzech okrętów nieudanego typu Barracuda, toteż wraz z bliźniaczymi jednostkami w 1937 roku został wycofany ze służby operacyjnej i przeniesiony do rezerwy. 5 września 1940 roku został przywrócony do służby, pełnił jednak rolę wyłącznie pomocniczą jako podwodny transportowiec pod oznaczeniem APS-2. Ostatecznie wycofany ze służby 3 marca 1945 roku.